# 侏儒山战役
侏儒山战役（1941.12.7-1942.2.4）是新四军在李先念领导下的5师在抗日战争时期的一次战役，与平型关战役、百团大战、黄桥战役等著名战役齐名。

## 经过
1941年冬，日本从中国战场抽调兵力增援太平洋作战，致使武汉日军兵力减少，伪军军心浮动。新四军第5师师长兼政委李先念决心集中一部兵力，消灭盘踞侏儒山地区的伪“定国军”第1师

。
12月8日和12月23日，新四军5师先后对伪1师三团进行了两次狠狠打击，之后敌人主力退踞汉阳何家帮一线，1942年1月7日，新四军向伪军第1师发起第三次攻击，歼其一个营，占领西流河，缴获伪军兵工厂生产的武器和大量军用物资。
1月中旬，伪军第1师企图重占侏儒山，新四军随即发动第四次攻击。伪一师靠着日军炮舰支援，与新四军形成对峙，并暗中向沔阳王家场方向撤退。新四军乘胜追击，1月28日，新四军分两路向敌残部展开攻击，歼其1500余人，2月2日，新四军两个团杀向鄂中胡家台日伪军，将其歼灭，侏儒山战役大获全胜。
侏儒山战役历时近2个月，共歼伪军5000余人，毙伤日军200余人，进一步扩大了豫鄂边区抗日根据地。

## 纪念
2007年3月中央电视台《新闻联播》、《新闻30分》等栏目在专题节目《永远的丰碑·红色记忆》中对侏儒山战役进行了回顾报道。
2007年10月12日，为纪念新四军建军70周年，武汉市委党史研究室、市新四军历史研究会在市委会议中心隆重举行《侏儒山战役》首发式。武汉市新四军老战士代表，各区党史办主任、老干局长等近百人参加首发式。该书由武汉出版社出版，主编：易福才、李忠。全书300千字，共分六个部分：综论、当事人回忆、战役研究、历史文献、缅怀英烈、附录。除了收录侏儒山战役当事人的回忆文章和纪念文章以外，还从鄂豫边区革命史编辑部《新四军第五师电报集》中选录了部分相关历史文献 。

## 旅游
为开发利用好侏儒山战役这一红色资源，区委、区政府成立了由区委常委、组织部长任组长，副区长任副组长，相关区直部门和街乡镇为成员单位的侏儒山战役纪念场馆建设筹备领导小组，并设立四个小组，具体操作实施。2007年1月30日，区委、区政府在区莲花湖宾馆召开侏儒山战役红色资源开发研讨会，会议一致认为，侏儒山战役是蔡甸区及至武汉市独一无二、不可再生的红色资源，各单位各部门要全力支持，齐抓共管，共同把这一资源开发好，利用好。
2007年10月9日，在武汉市发展和改革委员会下拨侏儒山战役红色资源项目建设整体规划资金，全面启动建设规划后，区侏儒山战役纪念场馆建设筹备领导小组召开专题工作会，研究部署规划编制起步前的各项准备工作。区侏儒山战役纪念场馆建设筹备领导小组组长、区委组织部长强调：侏儒山战役是发生在蔡甸大地上的一段光辉历史，作为蔡甸人一定要有热爱蔡甸、建设蔡甸的豪迈雄心，要以侏儒山战役红色资源项目建设为契机，抓发展机遇，塑造蔡甸形象，促进蔡甸区经济发展，构建和谐蔡甸 。
2008年1月3日，由武汉市党史办、市新四军研究会和蔡甸区委举办的“新四军侏儒山战役展”正式对外开展。此次展览展出的新四军历史文物，都是由当地市民自发收集，其中新四军当年的税条等宝贵文物都是首次与市民见面。目前，新四军侏儒山战役红色旅游线路规划工作已经完成。五集电视专题片《侏儒山战役》已经在武汉电视台播映。侏儒山战役遗址区面积398平方公里，蔡甸区通过整合国防野战园、陈昌浩同志故居、朱立文烈士墓等红色旅游资源，串起318国道沿线的西甜瓜—藜蒿高效种植基地、洪北现代农业科技园等生态农业景点和大好河山风景区、沉湖湿地珍稀水禽保护区等旅游资源，设计融国防教育、都市农业、生态文化、观光休闲为一体的多功能旅游线路。

#### 侏儒山战役纪念馆
侏儒山战役纪念馆位于蔡甸区国防野战园内

。
野战园占地共六百九十亩，园名由前国防部长迟浩田题写。